# 西德妮·曼顿
西德妮·曼顿（1902年5月4日—1979年1月2日）是一位英国昆虫学家，专攻昆虫的形態學，1948年当选皇家学会会士，是最早获得这一荣誉的女科学家之一，也是倫敦林奈學會会士。

## 个人生活
西德妮·曼顿的丈夫是动物学家J·P·哈定，她的妹妹是植物学家艾琳·曼顿，1961年皇家学会会士。